# Vdovin šart

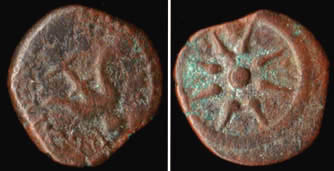
Bronzový šart, také známý jako Lepton (což znamená „malý“), ražený Alexandrem Jannaiosem, králem Judska v letech 103–76 př. n. l., který byl stále v oběhu v Ježíšově době

Podobenství o chudé vdově, známé též jako Dar chudé vdovy nebo Vdovin šart, je poučný příběh obsažený v synoptických evangeliích – Mk 12, 41–44 (Kral, ČEP), Lk 21, 1–4 (Kral, ČEP) – odehrávající se během Ježíšova učení v jezuralémském chrámu. Markovo evangelium upřesňuje, že dva šarty (starořecky λεπτά) mají dohromady stejnou cenu jako jeden čtyrák (starořecky κοδράντης), tj. nejmenší římská mince. Jeden šart byl nejmenší a nejméně cenná mince, která byla v Judsku v oběhu; měla hodnotu průměrné mzdy za asi šest minut práce. 

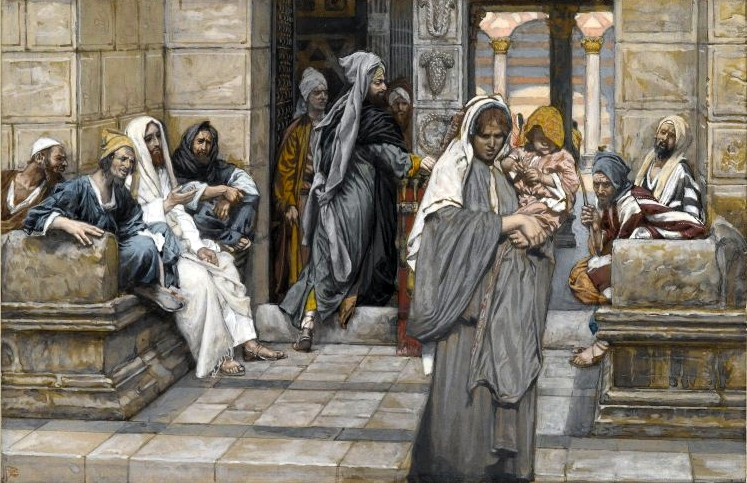
Vdovin šart (Le denier de la veuve) – James Tissot

## Biblický příběh
„A posadiv se Ježíš proti pokladnici, díval se, kterak zástup metal peníze do pokladnice. A mnozí bohatí metali mnoho. A přišedši jedna chudá vdova, i vrhla dva šarty, což jest čtvrtá částka peníze. I svolav učedníky své, dí jim: Amen pravím vám, že tato chudá vdova více uvrhla, než tito všickni, kteříž metali do pokladnice. Nebo všickni z toho, což jim zbývalo, metali, ale tato z své chudoby, všecko, což měla, uvrhla, všecku živnost svou.“

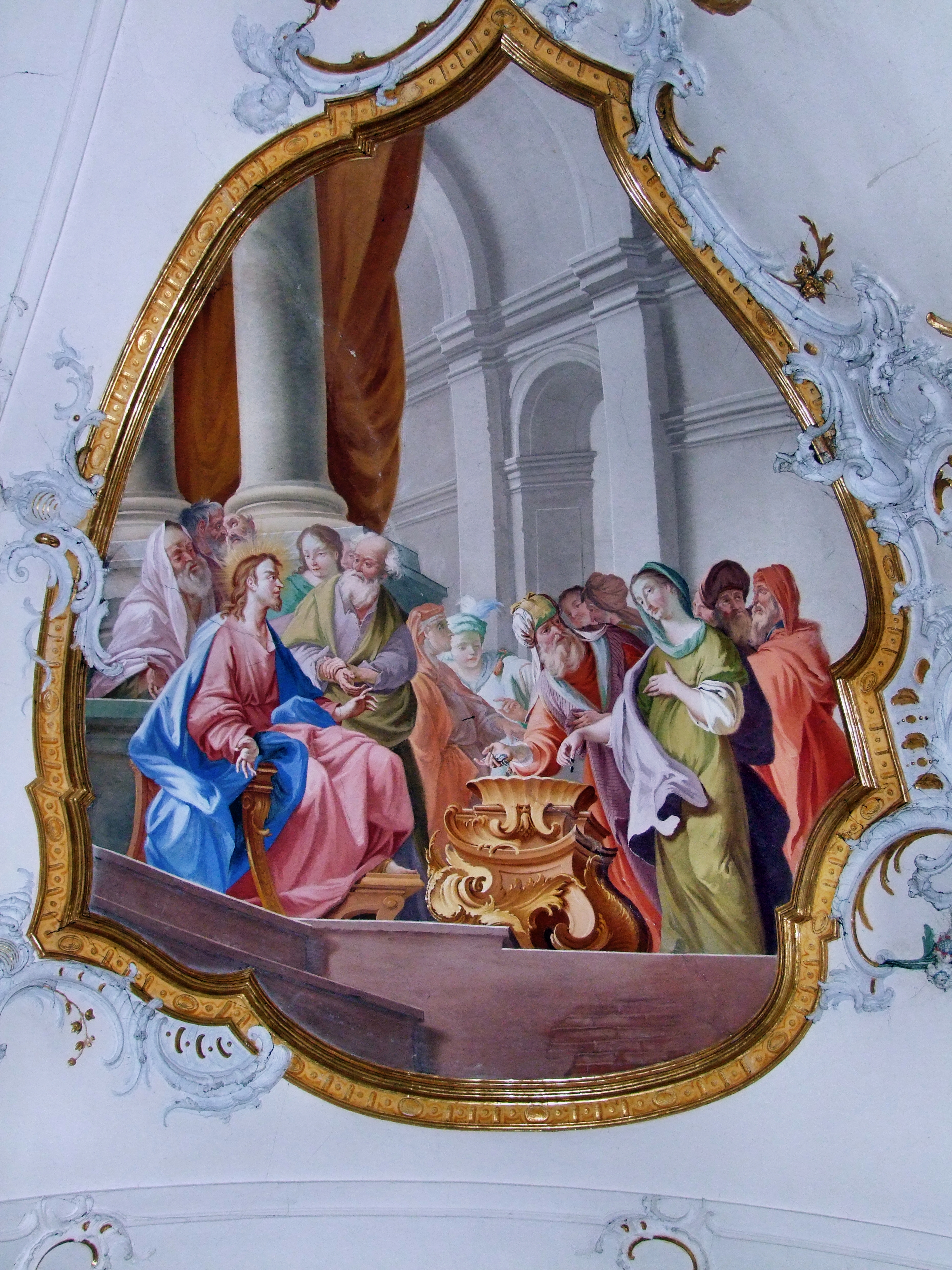
Barokní freska v Ottobeurenu

## Komentář
Tradiční interpretace tohoto příběhu poukazuje na kontrast mezi chováním zákoníků a vdovou a vyjadřuje podporu štědrému dávání; příběh se často čte společně s 2Kor 9, 7 (Kral, ČEP): „… Neboť ochotného dárce miluje Bůh.“
Addison Wright si nicméně všímá, že nemáme žádné informace o způsobu vystupování ani momentálním rozpoložení oné vdovy. Zdůrazňuje, že dříve v Mk 7, 10–13 (Kral, ČEP) vyčítá Ježíš úředníkům a farizejům pokrytectví, kterým by ochudili své rodiče:
Nebo Mojžíš pověděl: Cti otce svého i matku svou, a kdož by zlořečil otci neb mateři, ať smrtí umře. Ale vy pravíte: Řekl-li by člověk otci neb mateři: Korban, (totiž, dar jest to), čímž by tobě ode mne pomoženo býti mohlo. A nedopustíte mu nic více učiniti otci svému neb mateři své, Rušíce slovo Boží ustanovením svým, kteréž jste ustanovili. A mnohé těm podobné věci činíte.
V pasáži bezprostředně předcházející okamžiku, kdy se Ježíš posadil na místo naproti chrámové pokladnice, je líčeno jeho odsouzení náboženských vůdců, kteří předstírají zbožnost, přijímají od lidí pocty a okrádají vdovy.:
„I mluvil jim v učení svém: Varujte se zákonníků, kteříž chtějí v krásném rouše choditi, a pozdravováni býti na trzích, A na předních stolicech seděti v školách, a přední místa míti na večeřech, Kteřížto zžírají domy vdovské, a to pod zámyslem dlouhých modliteb. Tiť vezmou soud těžší.“
Titéž náboženští vůdci, kteří by přiváděli vdovy k chudobě, je zároveň rádi povzbuzují k tomu, aby činily zbožné dary nad rámec svých možností. Podle Wrighta Ježíš, spíše než aby chválil vdovinu štědrost, odsuzuje jak sociální systém, který ji učinil chudou, tak i „… hodnotový systém, který motivuje její činnost, a odsuzuje lidi, kteří ji přiměli, aby takto činila.“
Quentin Quesnell vidí v tomto vyprávění „... výtku a odmítnutí pachatelů zla.“ Quesnell poznamenává, že pokud by Ježíšovo prohlášení mělo být považováno za schválení vdovina činu, bylo by zvláštní, že není doplněno žádnou z obvyklých pobídek, jako je např. „Jdi, i ty učiň též.“ (Lk 10, 37 (Kral, ČEP))
Na příběh o vdovině šartu navazuje následující text:
A když vycházel z chrámu, dí jemu jeden z učedlníků jeho: Mistře, pohleď, kteraké kamení a jaké stavení! Tedy Ježíš odpovídaje, řekl jemu: Vidíš tato tak veliká stavení? Nebudeť ostaven kámen na kameni, kterýž by nebyl zbořen.
Wright si všímá i ironie spočívající v tom, že jeruzalémský chrám byl v roce 70 zničen, což znamená, že dar chudé vdovy byl nejen pošetilý, ale i zbytečný.